# オラ・カマラ
オラ・カマラ（Ola Kamara、1989年10月15日 - ）は、ノルウェー出身の元同国代表サッカー選手。BKヘッケン所属。ポジションはFW。

## クラブ経歴
スターベクIFの下部組織出身。16歳だった2006年10月1日、リールストロムSK戦で途中出場しトップチームデビューを果たした。
2007年5月、ヘネフォスBKにレンタル移籍。
2009年シーズン前の移籍期間最終日に、ストレームスゴトセトIFと2年契約を結んだ。
2013年1月20日にオーストリアのSVリートに移籍し、直後にドイツのTSV1860ミュンヘンにレンタル移籍。
2014年1月、FKアウストリア・ウィーンに移籍。
2015年1月28日、モルデFKに移籍。
2016年2月4日、メジャーリーグサッカーのコロンバス・クルーに移籍。
2018年1月、ギャシ・ザーデス＋分配金40万ドルとのトレードでロサンゼルス・ギャラクシーに移籍。
2019年2月27日、中国スーパーリーグの深圳市足球倶楽部に移籍。
2019年8月、250万ドルの移籍金でD.C. ユナイテッドに加入した。また移籍金とは別に海外選手の優先獲得権を持つコロラド・ラピッズに対して20万ドルの一般割り当て金が支払われた。

## 代表歴
15歳でオスロの地域チームに選ばれ、その後U-16とU-17のノルウェー代表でプレーした。また、U-23ノルウェー代表にも選ばれている。
2013年10月11日に開催された2014 FIFAワールドカップ・ヨーロッパ予選のスロベニア代表戦で、61分からダニエル・ブラーテンとの交代でピッチに立ちフル代表デビューを果たした。24歳の誕生日でもあった4日後のアイスランド戦では先発デビューを果たし、55分までプレーした。

## 人物
父親はシエラレオネからの移民。
2018年3月にアメリカのグリーンカードを取得したため、MLSでは国内選手扱いとなっている。

## タイトル

### クラブ
ストレームスゴトセトIF
- ノルウェー・カップ: 2010

モルデFK
- エリテセリエン: 2013